# Elephas cypriotes
Elephas cypriotes és una espècie extinta d'elefant nan que visqué com a mínim fins a l'11000 aC i probablement fins al 9000 aC a l'illa de Xipre.
Només pesava uns 200 kg, és a dir, només un 2% del que pesaven els seus avantpassats. Les seves dents molars eren aproximadament un 40% més petites que les d'Elephas antiquus.
| Registre fòssil       | Registre fòssil | Registre fòssil | Registre fòssil   |
| Localitat             | País            | Antiguitat      | Espècie/s         |
| --------------------- | --------------- | --------------- | ----------------- |
| Serralada de Kyreneia | Xipre           | Plistocè        | Elephas cypriotes |